# Max Stock (Maler)
Max Stock (* 6. Mai 1948 in Hohenahlsdorf bei Jüterbog als Jürgen Stock; † 8. März 2023 in Berlin) war ein deutscher Maler und Grafiker.

## Leben
Nach seinem Studium von 1968 bis 1971 an der Fachschule für Werbung und Gestaltung Berlin arbeitete Max Stock als Maler und Grafiker in Berlin und Jüterbog. 1984 verließ er mit seiner Ehefrau, der Autorin Doris Paschiller, die DDR und zog nach Berlin-Kreuzberg, wo er in einer Ateliergemeinschaft am Mehringdamm arbeitete. Seit 1996 lebte und arbeitete er in Berlin-Prenzlauer Berg.
Arbeiten von Max Stock befinden sich unter anderem im Besitz der Sammlungen Kupferstichkabinett Berlin, Neuer Berliner Kunstverein, Staatliche Museen zu Berlin und zahlreicher privater Sammler.
Neben Tafelmalerei, Grafik und Plakaten schuf Max Stock zusammen mit Künstlerkollegen auch mehrere großformatige Wandbilder in Berlin.
Am 12. April 2023 wurde Max Stock in einem Urnengrab auf dem Dorotheenstädtischen Friedhof beigesetzt.

## Ausstellungen (Auswahl)
- 1974 V. Internationale Plakatbiennale in Warschau
- 1985 Villa Streccius, Landau
- 1988 Galerie im Körnerpark, Berlin
- 1989 Ladengalerie, Berlin
- 1994, 1997 und 2003 Haus am Lützowplatz, Berlin
- 1997 Galerie Pohl, Berlin
- 2008 Villa Irmgard, Heringsdorf
- 2013 Forum Amalienpark, Berlin
- 2014 Affordable Art Fair, Hamburg
- 2014 Petruskirche Barsinghausen

## Zitat
„Die Linie ist das künstlerische Mittel von Max Stock. Mit ihr bildet er ab, schafft er neu: die Bilder von Dingen oder von Menschen. Die Linie kommt in der Natur so nicht vor, sie kann nur Gedacht oder geschaffen werden. Mit Linien erzielt Max Stock Ähnlichkeit und Genauigkeit, schafft Bilder die mehr Auskünfte bereithalten über seine Sicht auf die kleinen Dinge des Lebens in dieser großen Stadt Berlin.“ Reinhard Kraetzer, 2012

## Auszeichnungen
- 1974 Goldmedaille beim UNESCO-Wettbewerb Wasser ist Leben (zusammen mit Dietrich Schade)